# Basilica di Notre-Dame (Avioth)
La basilica di Nostra Signora (in francese: basilique Notre-Dame d'Avioth) è una chiesa cattolica di Avioth, nella regione della Lorena, in Francia.
È accompagnata dalla singolare costruzione della Recevresse, opera gotico-fiammeggiante unica al mondo, la cui riproduzione a grandezza naturale è conservata al Musée des monuments français nella Cité de l'architecture et du patrimoine di Parigi.

## Storia e descrizione

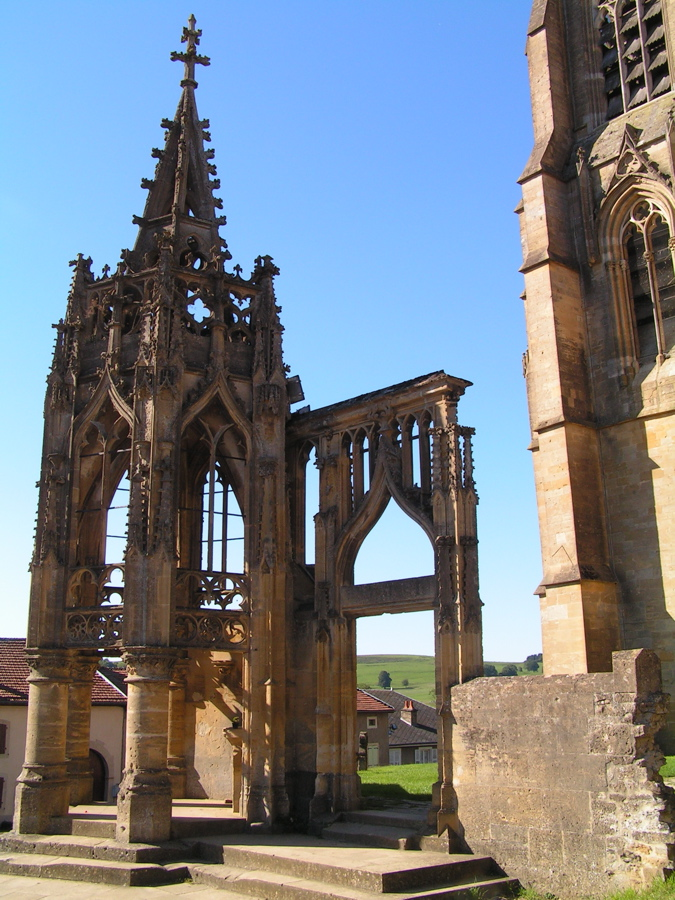
La Recevresse.

Nel XII secolo il ritrovamento di una statua, miracolosa, della Madonna sotto a un cespuglio spinoso diede inizio a un sempre crescente pellegrinaggio. Sul luogo venne prima costruito un modesto oratorio, poi con l'appoggio delle abbazie di Orval e di San Sinforiano di Metz, si iniziò intorno al 1260, poco lontano, la costruzione della bella chiesa gotica attuale, con due torri, rosone e ricco portale scolpito. La costruzione si protrasse fino al XV secolo, e Carlo V nel 1539 vi aggiunse la cappella di San Giovanni Battista nella parte sud del transetto.
Particolarità del complesso, è la cosiddetta Recevresse, edicola ottagonale gotico-fiammeggiante, tutta a trafori. Venne eretta nel XIV secolo, al posto del primo oratorio, quando la statua miracolosa poté entrare nella nuova chiesa, con lo scopo porvi un'altra statua della Vergine atta a ricevere, in suo nome, le offerte dei pellegrini.
Tra il 1844 e il 1846 la Recevresse venne restaurata da Émile Boeswillwald, allievo di Viollet-le-Duc.
Nel 1840 il complesso venne iscritto nella prima lista dei Monumenti storici di Francia.
Nel 1993 papa Giovanni Paolo II la elevò al rango di Basilica minore.